# Mimochroa gynopteridia
Mimochroa gynopteridia är en fjärilsart som beskrevs av Butler 1880. Mimochroa gynopteridia ingår i släktet Mimochroa och familjen mätare. Inga underarter finns listade i Catalogue of Life.